# Valladolid (Yucatán)

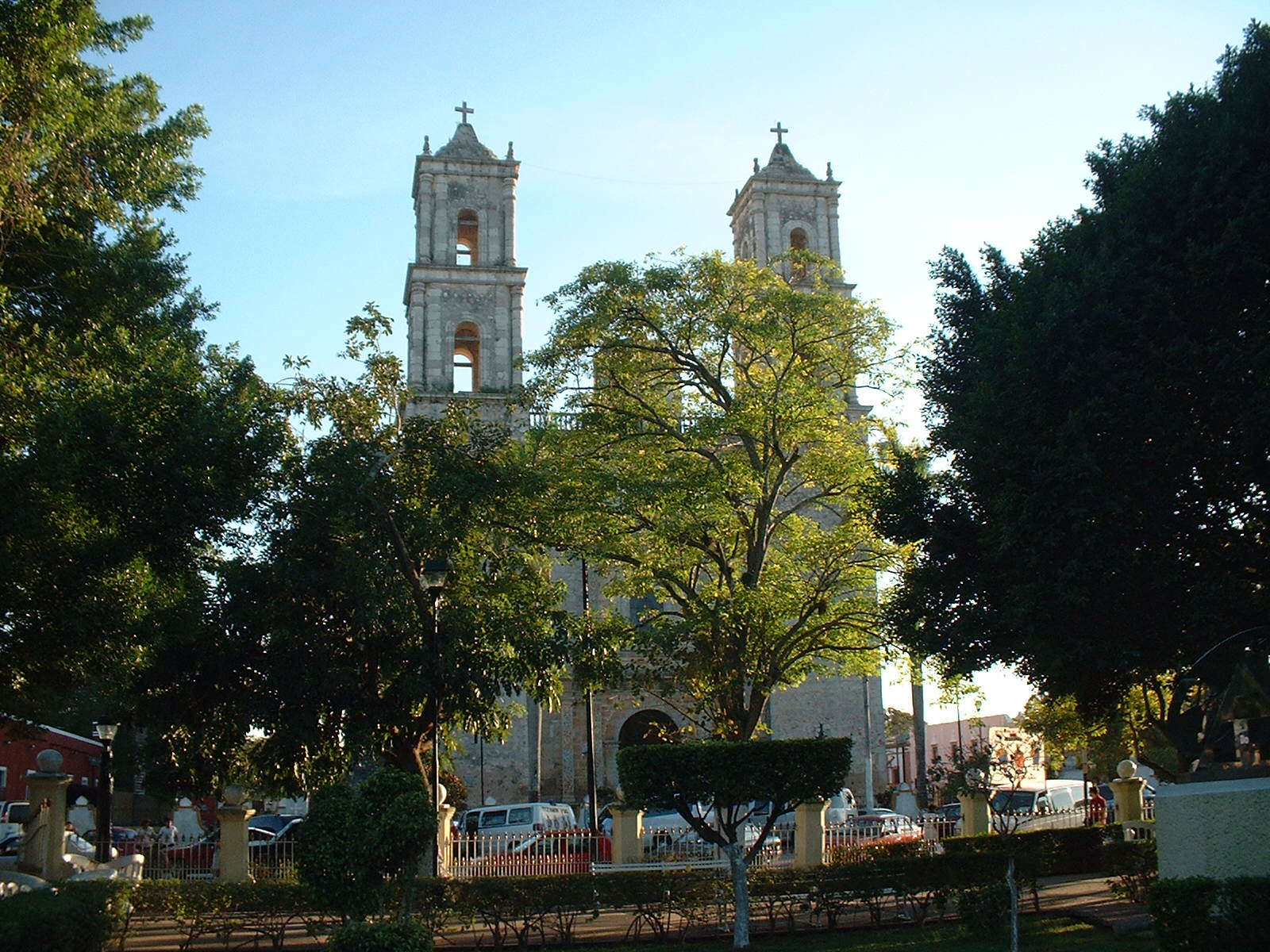
Kathedraal van Valladolid

Valladolid (Yucateeks Maya: Chowáakha’) is een kleine stad in de Mexicaanse staat Yucatán. De stad heeft 45.868 inwoners (census 2005). De stad is vernoemd naar de Spaanse stad Valladolid en is de hoofdplaats van de gemeente Valladolid.

## Geschiedenis
Valladolid werd aanvankelijk gesticht op 28 mei 1543 door de Spaanse conquistador Francisco de Montejo, el sobrino aan de kust, vlak bij een lagune. Aangezien men daar veel last had van muggen, werd besloten om de stad naar het binnenland te verplaatsen. Op 24 maart 1545 werd Valladolid op de huidige plaats gesticht.
Valladolid werd gebouwd op een voormalige Mayastad, genaamd  Zaci of Zaci-Val. De gebouwen van de Mayastad werden gesloopt, om de stenen te gebruiken voor de Spaanse gebouwen. Dit werk moesten de Maya zelf, onder dwang, uitvoeren. In 1546 kwamen de Maya in Valladolid in opstand, maar die opstand werd al snel neergeslagen.
Valladolid was tot in de negentiende eeuw de op twee na belangrijkste stad van het schiereiland Yucatán (na Mérida en Campeche). In 1840 had de stad circa 15.000 inwoners. In de jaren erna woedden er echter hevige gevechten in de stad tussen het Mexicaanse leger en de Maya-troepen van de Republiek Yucatán, die zichzelf onafhankelijk had verklaard (inclusief de stad en het gebied rondom Valladolid). De stad werd in deze oorlog grotendeels verwoest door de troepen van de Republiek Yucatán.

## Bezienswaardigheden
De belangrijkste bezienswaardigheden in Valladolid zijn de Kathedraal en het Marktplein dat de verwoesting van de stad heeft overleefd. De Kathedraal ligt aan het Marktplein. Een andere bezienswaardigheid is het San Bernardino-Klooster.